# مرض تخفيف الضغط
مرض تخفيف الضغط  ويعرف أيضاً باسم داء الغوّاص أو مرض انخفاض الضغط  وهي حالة مؤلمة وخطيرة تنتج عن تكون فقاعات غازية في مجرى الدم وأنسجة الجسم. وتحدث الحالة عندما ينخفض الضغط الجوي المحيط بالجسم بسرعة فائقة. ويطلق عليه أيضا مرض التحنّي واسم مرض زوال الضغط أو مرض القيسون.
هذا المرض قد يصيب الغواصين والعاملين في القيسونات (الحجرات المحكمة). ويصاب هؤلاء بالمرض إذا ما عادوا إلى سطح الماء أو إلى مستوى سطح الأرض بسرعة كبيرة. وقد يتعرض الطيارون لمرض التحنّي، وكذلك ركاب الطائرات أيضًا إذا توقف نظام معادلة الضغط الجوي في الطائرة عن العمل. أيضا قد يتعرض رواد الفضاء لهذا المرض في حال إذا خرجوا من داخل مركبة الفضاء إلى الفراغ بدون أخذ الترتيبات اللازمة.

القيسون Caisson
تتلخص نظرية عمل القيسون في أن العمال يكونون داخل غرفة محكمة يتم رفع الضغط داخلها عن طريق كبس الهواء، وبعد اتمام العمل يتم خفض الضغط وخروج العمال منها إلى الضغط الجوى المعتاد.

## القيسونات Caisson
كان من أسباب ظهور هذا الداء اختراع المضخة الهوائية وما تلاه من اختراع القيسون عام 1841، وهو غرفة مكيفة الضغط تستعمل تقليديا أثناء بناء الأنفاق أو وضع أساسات الجسور تحت الأنهار. ويدخل العمال إلى القيسون عبر غلق هوائي airlock ويبدؤون العمل في جو من الهواء المضغوط الذي يمنع تدفق المياه. وعندما يخفّ الضغط المرتفع ويعود إلى مستوى الضغط الجوي العادي يشكو كثير من العمال من الآلام المفصلية، وقد يشكون أحيانا من أعراض أكثر خطورة مثل التنميل والشلل وفقد التحكم في البول أو البراز، والموت في بعض الأحيان.

## سبب المرض
عندما ينخفض الضغط الجوي بسرعة كبيرة، يندفع غاز النيتروجين الموجود في شكل محلول في سوائل الجسم خارج المحلول ويكوّن فقاعات غازية، وتتسبب تلك الفقاعات في تمدد أو انقطاع الأنسجة أو إعاقة الدورة الدموية (فرط التشبع).

## الأعراض
من الأعراض الشائعة لمرض التحني حدوث آلام في المفاصل أو العظام مع حكة أو التهاب بالجلد وصعوبة في التنفس وشلل جزئي أو كلي. أما الأعراض الأقل شيوعًا فتشمل الدوار والدوخة والقيئ والتشنجات والإغماء. وقد يتسبب المرض في الوفاة في بعض الحالات.

## أحوال خاصة

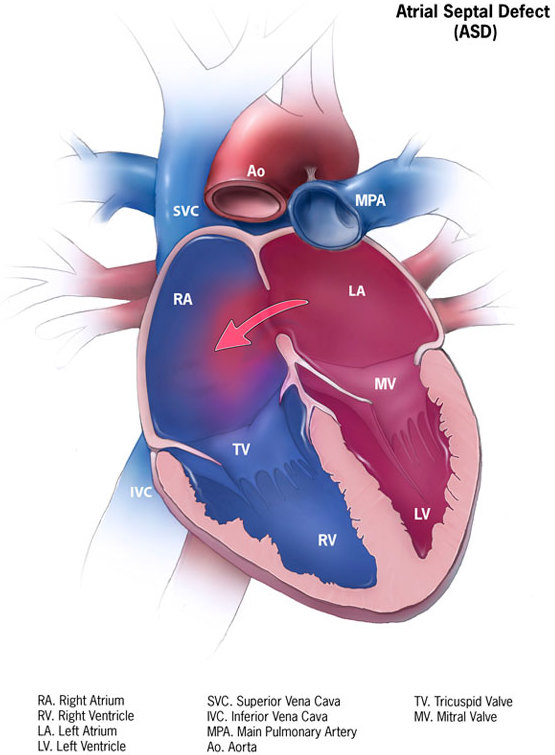
عيب الحاجز الأذيني ينتج عنه اختلاط الدم الشرياني في داخل القلب بالدم الوريدي ، مما يتسبب في قلة كفاءة الدورة الدموية في إخراج النيتروجين سريعاً من الجسم للمصابين بهذا العيب الخَلقى، وهم بذلك أكثر تأثراً بمرض تخفيف الضغط فيحتاجون فترات أطول لإخراج النيتروجين عمن سواهم بسبب هذا العيب
- انظر أيضاً الثقب البيضوى (قلب)

أحد الاعتلالات القلبية الخَلقيَّة التي تُوجب لأصحابها أخذ حرص زائد تجاه مرض تخفيف الضغط هو عيب الحاجز الأذيني، الذي يمكن معرفة وجوده من عدمه بسهولة عند زيارة طبيب القلب والكشف بواسطة جهاز التصوير بالموجات فوق الصوتية الموجود في الكثير من العيادات.
عيب الحاجز الأذيني هو وجود ثقب دائم في الحاجز الذي يفصل بين الأذين الأيمن والأيسر داخل القلب، ويتواجد هذا الثقب بصورة طبيعية في الجنين خلال أشهر الحمل لحماية الجنين من تنفس السائل المحيط به في رحم الأم، ثم يبدأ في الانغلاق بعد الولادة حتي يُغلق نهائياً أثناء الطفولة، إلا أن حوالي 25% من البالغين لا ينغلق عندهم هذا الثقب تماماً  ولكنهم يعيشون بصورة طبيعية بدون معرفة هذا الأمر. وعلى الرغم من وجود عيب الحاجز الأذيني عند بعض الأشخاص مدى الحياة، إلا أنه قد لا يكون له علامات أو أعراض، خاصةً إذا كان الثقب صغيراً.
ومع وجود هذا الثقب الدائم، يتدفق الدم بين الأذينين في القلب، وينتج عن ذلك اختلاط الدم الوريدي المفتقر للأكسجين بالدم الشرياني الذي يغذى المخ والأعضاء والأنسجة، وهو ما يُؤخر الزمن المطلوب لعملية إزالة النيتروجين المحبوس في جسم الغواص بعد انتهاء عملية الغوص وبدء الصعود إلى السطح، فينبغي عندها الاحتياط وأخذ زمن أطول عند الوقوف في كل مرحلة من مراحل تخفيف الضغط.

## عند الغواصين
خلال فترة الغوص، يتنفس الغواص هواءً (أو خليطاً غازياً يحتوى الأكسجين وغازاً خاملاً أو أكثر) مضغوطاً، مما ينشأ عنه دخول كميات من الغاز الخامل من هذا الخليط (النيتروجين في حالة الهواء) إلى داخل جسم الغواص سواء في الدم أو في مختلف أنسجة الجسم.
يظل الغواص معافاً طوال فترة الغوص طالما حافظ على الضغط المحيط به، أي على نفس العمق. و تزداد كمية النيتروجين المختزن في الجسم أثناء الغوص بمرور الوقت وازدياد العمق.
حين يبدأ الغواص في الصعود إلى السطح، ينخفض الضغط المحيط بالغواص فيتأثر الغاز الخامل المذاب في جسم الغواص وتنفصل فقاعات النيتروجين في مسار الدم وتتجمع الفقاعات مع بعضها البعض محدثة فقاعات أكبر تسد مجارى الدم في الشعيرات الدموية وتمنع وصول الدم إلى بعض الأماكن، وقد تخرج أيضا بعض الفقاعات من الدم إلى أنسجة الجسم خارج الدورة الدموية محدثة ضيقا في مسار هذه الأوعية ومنعا أو إقلالا لكمية الدم المار بها، مسببة مرض تخفيف الضغط أو مرض التحنّى (بالإنجليزية: the bends)‏.

## عند رواد الفضاء

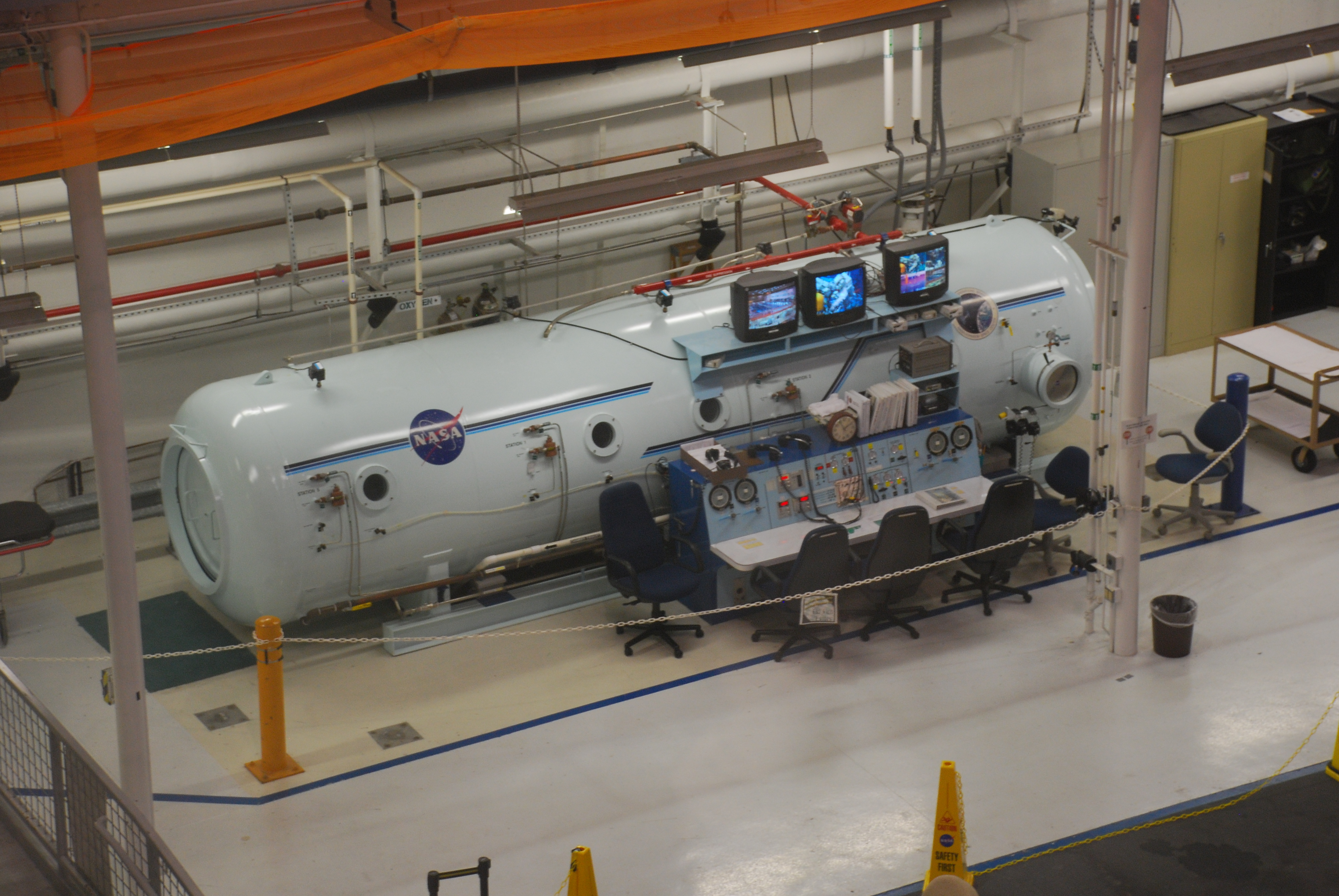
حجرة الضغط العالي في وكالة ناسا، من الخارج

يكون الضغط صفرياً (فراغاً) في الفضاء، بينما يكون الضغط المحيط برواد الفضاء داخل المركبة الفضائية أعلى. وحين يخرج رائد الفضاء من المركبة إلى الفراغ، ينخفض الضغط المحيط به تبعا لذلك.
يرتدي رواد الفضاء الذين يقومون بأعمال خارج مركباتهم الفضائية بدلات خاصة تحتوي على ضغط غازي منخفض كى يتجنب فارق انخفاض الضغط بين داخل المركبة والفضاء. وقبل أداء أي عمل خارج مركبة الفضاء يتنفس الرواد الأكسجين النقي لمدة ثلاث أو أربع ساعات لطرد أكبر كمية ممكنة من النيتروجين من الجسم، مما يقلل من احتمالات الإصابة بمرض التحني أثناء عملهم خارج مركبة الفضاء. وبالمثل، يمكن للعاملين في القيسونات والغواصين تنفس الأكسجين النقي قبل وأثناء صعودهم إلى سطح الماء للحد من احتمالات الإصابة بمرض التحني (مع مراعة تجنب التسمم بالأكسجين).

## تجنب المرض
ويمكن تجنب المرض بزيادة الضغط الجوي، ويتم ذلك عادة في حجرات ضغط محكمة الإغلاق تُسمى حجرة تعديل الضغط، حيث تؤدي زيادة الضغط الجوي في تلك الغرفة إلى انضغاط فقاعات النيتروجين مسببةً عودة جزء كبير من النيتروجين مرة أخرى إلى سوائل الجسم وإلى تصغير حجم الفقاعات المتكونة مما يعيد سريان الدم مرة أخرى إلى كافة أنسجة الجسم بطريقة طبيعية. ويظل الشخص في الغرفة تحت الضغط لفترة زمنية حتى يتخلص تدريجيا من النيتروجين الزائد في جسمه عن طريق الزفير بالتنفس الطبيعى. وقد يُعطَى الشخص أكسجيناً نقياً لإسراع خروج النيتروجين من جسمه وإنقاص المدة اللازمة للمكوث داخل غرفة إعادة الضغط.
ويخفض الضغط بعد ذلك في الغرفة تدريجيًا بحيث يترك النيتروجين الجسم بدون حدوث فقاعات مؤثرة على سريان الدم، وتسمى هذه العملية على العموم باسم عملية تخفيف الضغط.